# Teatrologia
Teatrologia – nauka o teatrze, zapoczątkowana na początku XX wieku przez niemieckiego badacza Maxa Hermanna, jako osobna dziedzina studiów powstała pod wpływem zmian w teatrze, związanych z Wielką Reformą Teatru i haseł wzywających do „reteatralizacji” teatru. Działania te potrzebowały wsparcia teoretycznego w procesie odnawiania i ponownego definiowania sztuki teatralnej, wzmacniania autonomii teatru od innych dziedzin sztuki.

## Historia teatrologii
Pierwsze refleksje o teatrze w kulturze europejskiej można znaleźć w Poetyce Arystotelesa (ok. 330 p.n.e.), a w kulturze Wschodu w tekście indyjskiego mędrca Bharaty Muni Natjaśastra (pomiędzy 200 p.n.e. a 200 n.e.). Wyraźny wzrost zainteresowania teorią teatru można zaobserwować w Europie od drugiej połowy XVIII wieku. Zajmowano się teatrem na marginesie refleksji o literaturze lub też pisano teksty podejmujące praktyczne aspekty funkcjonowania teatru. Wiek XIX przyniósł kolejne refleksje o teatrze, formułowane najczęściej przy okazji recenzji konkretnych spektakli (np.: działalność krytyka teatralnego Francisque Sarcey’ego, publikującego w paryskim czasopiśmie Temps). Od lat 90. XIX wieku wykłady z historii teatru zagościły na uniwersytetach (1895 – Harvard University, 1896 – Uniwersytet Paryski).
W 1902 literaturoznawca Max Hermann został współzałożycielem Towarzystwa Historyków Teatru w Berlinie, w roku 1923 stworzył autonomiczny instytut teatralny, w którym zajmował się badaniem teatru współczesnego nie tylko od strony artystycznej, ale także jako zjawiska socjologicznego czy ekonomicznego. Do jego najbliższych współpracowników zaliczali się Carl Niessen oraz Artur Kutscher. Badacze ci wspólnie stworzyli nowoczesny model badania teatru, różny od systemu amerykańskiego, gdzie kładziono nacisk na przygotowanie do praktyki dramatopisarskiej (George Barker z Harvard University). W 1955 roku powstało międzynarodowe towarzystwo badań teatralnych FIRT (Fédération Intercontinentale pour la Recherche de Théâtre).

### Teatrologia w Polsce
Pierwsza teoretyczna refleksja o teatrze pojawiła się w Polsce w XVII stuleciu w dziele Macieja Kazimierza Sarbiewskiego O poezji doskonałej (1626-1627). Jej rozwój nastąpił w wieku XIX, wtedy też pojawiły się pierwsze dzieła z zakresu historii teatru (Teatry w Polsce, dzieło Karola Estreichera seniora wydawane w latach 1873–1879). Za dzieło teatrologiczne można uznać Studium o "Hamlecie" Stanisława Wyspiańskiego z 1905 roku. Pierwszą systematyczną analizę zagadnienia przeprowadził Leon Schiller, który w 1914 roku w artykule Nowy kierunek badań teatrologicznych sformułował dwa cele badawcze: stworzenie definicji istoty sztuki teatralnej i studia nad jej genezą i rozwojem. Do znaczących badaczy teatru w latach międzywojennych należeli naukowcy Mieczysław Rulikowski i Ludwik Bernacki oraz praktycy teatru (np.: Tymon Terlecki). Podjęto także próbę stworzenia ośrodka gromadzenia dokumentacji teatralnej: w latach 1925–1927 przy Związku Artystów Scen Polskich funkcjonował w tym celu Polski Instytut Teatrologiczny pod kierownictwem Wiktora Brumera.
Po wojnie w 1951 roku przy Instytucie Sztuki PAN pod kierownictwem Leona Schillera powstał Zakład Historii i Teorii Teatru, którego działaniom po śmierci założyciela przewodził Zbigniew Raszewski. W środowisku uniwersyteckim specjalizacja teatrologiczna pojawiła się najpierw na Uniwersytecie Łódzkim – od 1971 roku, a następnie w Jagiellońskim od roku 1974. W roku 1976 w Państwowej Wyższej Szkole Teatralnej powstał samodzielny Wydział Wiedzy o Teatrze. Współcześnie badania nad teatrem prowadzi się w większości ośrodków akademickich w Polsce. Teatrologia rozwija się także w placówkach dokumentacyjno-badawczych, takich jak Ośrodek Badań Twórczości Jerzego Grotowskiego i Poszukiwań Teatralno-Kulturowych we Wrocławiu, krakowskim Ośrodku Dokumentacji Sztuki Tadeusza Kantora „Cricoteka”, a od 2003 roku w Instytucie Teatralnym im. Zbigniewa Raszewskiego, który w roku 2004 utworzył wortal teatralny e-teatr.pl, gromadzący online dokumentację dotyczącą teatru współczesnego, a także zbiory historyczne. Do placówek parających się teatrologią należą też placówki kulturalne, takie jak Muzeum Teatralne w Warszawie oraz czasopisma "Pamiętnik Teatralny", "Dialog", "Didaskalia", "Teatr" oraz "Notatnik Teatralny"

## Obszary, przedmiot i dokumentacja badań

### Obszary badań
Badania nad teatrem ze względu na złożoność zjawiska są w znacznej mierze nauką interdyscyplinarną. Studia teatrologiczne rozwijają się w trzech kierunkach: 
- badania historii teatru,
- analizy teatru współczesnego
- teorii teatru.

### Przedmiot badań
W porównaniu z innymi dziedzinami sztuki badacz teatru pozbawiony jest podstawowego materiału do analizy, mianowicie samego widowiska. Każdy spektakl jest zjawiskiem jednostkowym i niepowtarzalnym, wraz z jego zakończeniem nie sposób odtworzyć jego przebiegu. Omawiany za pomocą słów staje się abstrakcyjnym uogólnieniem. W uzyskaniu obiektywizmu opisu nie są w stanie pomóc ani zdobycze techniki (fotografia wideo), ani skrupulatny zapis przedstawianych treści. Dlatego badania nad teatrem skazane są na pewną dozę subiektywizmu, a co za tym idzie nieścisłości.
Teatrologia jest nauką, która wyrosła na gruncie kultury Zachodu w środowisku filologów, zwykła skupiać się na teatrze dramatycznym kultury śródziemnomorskiej. Współczesne trendy badawcze dążą jednak do przezwyciężenia tego ograniczenia i poszerzają tematykę badawczą o niedramatyczne formy teatru oraz badania teatrów pozaeuropejskich.

### Dokumentowanie pracy teatru
Dokumentacja teatru powstaje na podstawie relacji i przekazów. Uzależniona jest więc od ich ilości, jakości i charakteru. Zbierane materiały można podzielić na dwa typy dokumentacji: dokumenty pracy (powstają podczas pracy nad spektaklem przed premierą teatralną) oraz dokumenty dzieła (powstałe po premierze odnoszą się do gotowego spektaklu). Do dokumentów pracy można zaliczyć:
- teksty (w tym tekst reżysera, tekst właściwy),
- szkice sytuacyjne i szkice dekoracji (pojawiły się w XIX wieku),
- spisy dekoracji, rekwizytów, kostiumów.

Jako dokumenty dzieła mogą służyć:
- dokumenty ikonograficzne (np. akwaforty, litografie, portrety),
- filmy (raczej o spektaklach, a nie sfilmowane spektakle).

W Polsce istnieje Dział Dokumentacji Teatralnej Związku Artystów Scen Polskich, w którym gromadzone są "materialne świadectwa działalności polskich teatrów od 1945 roku" (programy teatralne, zdjęcia, akta personalne, archiwa prywatne, wycinki prasowe). Obowiązkiem każdego teatru jest przesłanie do tego archiwum zaraz po premierze kompletu dokumentacyjnego, tzn. 2 programów i 3 zdjęć ze spektaklu.

## Kierunki badań teatrologicznych

### Semiologia teatru
Początkowe rozważania nad istotą zjawiska teatru okazały się problemem nierozwiązywalnym ze względu na wyjątkową różnorodność zjawiska. Lepsze wyniki osiągnięto w badaniach semiologicznych teatru nad sposobem istnienia dzieła teatralnego, sposobem przekazywania znaczeń oraz relacją pomiędzy elementami współtworzącymi widowisko (druga połowa XX wieku). Strukturaliści próbowali określić język teatru, badali specyfikę znaku teatralnego, klasyfikowali systemy tychże znaków, tworzyli ogólne modele dzieła teatralnego (Otakar Zich,  Piotr Bogatyriew, Algirdas Julien Greimas, w Polsce Tadeusz Kowzan).

### Antropologia teatru
Nurtem opozycyjnym wobec badań semiologicznych, który współcześnie zyskuje wielu zwolenników, jest antropologia teatru. Swoją metodologię badań czerpie z antropologii kultury. Teatr jest postrzegany jako jeden z rytuałów. Podstawową funkcją teatru jest zdaniem antropologów metakomentarz społeczny czyli, uświadomienie najważniejszych wartości, obecnych w danej kulturze (George Bateson). Wskazuje się również, że teatr nie tylko odzwierciedla wartości, ale i komunikuje znaczenia, szczególnie konflikty, dla których szuka sposobu rozwiązań (Victor Turner i Richard Schechener). Poszukuje się uniwersalnych sposobów działania człowieka w sytuacji przedstawiania (Eugenio Barba i działająca od 1980 roku Międzynarodowa Szkoła Antropologii Teatru – ISTA).
Prekursorką badań nad kierunkiem antropologicznym w teatrologii była wybitna Polska uczona Irena Sławińska autorka wydanej pierwszy raz w roku 1979, w 1985  tłumaczonej na język francuski syntezy sumującej stan badań zagadnienia: Teatr w myśli współczesnej: ku antropologii teatru (PWN 1990).

### Socjologia teatru
Socjologia teatru analizuje zjawisko w kontekście życia społecznego. Zwraca szczególną uwagę na relacje między publicznością a sceną, obserwuje zjawiska społeczne, jakie generuje spektakl i teatr w ogóle. Bada konwencje obecne zarazem w teatrze i życiu społecznym (Elizabeth Burns). Istotnym reprezentantem tego nurtu jest Erving Goffman. W Polsce zaś autor Chwytu teatralnego Andrzej Tadeusz Kijowski.

### Poststrukturalizm
Badania nad teatrem rozwijają się również, analogicznie do innych dziedzin krytyki sztuki, w nurcie poststrukturalizmu. Neguje on powszechnie przyjęte pojęcia kultury, ukazując ich arbitralność. Odrzuca patriarchalizm kultury zachodu (feminizm), gromadzi środowiska pomijane przez tradycyjną kulturę ze względu na rasę czy orientację seksualną.